# Seznam mnogoterosti
Seznam mnogoterosti vsebuje mnogoterosti

## Osnovne družine mnogoterosti
- evklidski prostor Sn
- n-sfera Sn
- n-torus Tn
- realni projektivni prostor RPn
- kompleksni projektivni prostor CPn
- kvaternionski projektivni prostor HPn
- Grassmanova mnogoterost
- Stieflova mnogoterost

Še več zanimivih družin dajejo Liejeve grupe. Glej seznam Liejevih grup.

## Mnogoterosti z določeno razsežnostjo

### 1-mnogoterosti
- realna premica R
- krožnica S1
- realna projektivna premica RP1 ≅ S1
- dolga premica

### 2-mnogoterosti
- sfera, S2
- realna projektivna ravnina RP2
- torus
- Kleinova steklenica
- valj
- Möbiusov trak
- dvojni torus
- Kleinov kvartik (ploskev z rodom 3)
- ploskev z rodom g

### 3-mnogoterosti
- 3-sfera, S3
- SO(3) ≅ RP3
- Poincaréjeva homološka sfera
- Whiteheadova mnogoterost
- Weeksova mnogoterost
- polni torus
- polna Kleinova steklenica

Za več primerov glej 3-mnogoterosti.

### 4-mnogoterosti
- eksotična R4
- mnogoterost E8

Za več primerov glej 4-mnogoterost.

## Posebne vrste mnogoterosti

### Mnogoterosti povezane s sferami
- homološka sfera
- homotopna sfera
- eksotična sfera
- Milnorjeva sfera
- sferna 3-mnogoterost
- lečasti prostor

### Posebni razredi riemannovskih mnogoterosti
- riemannovski simetrični prostor
- Einsteinova mnogoterost
  - Riccijeva ploska mnogoterost
- Kählerjeva mnogoterost
  - Calabi-Yaujeva mnogoterost
  - hiperkählerjeva mnogoterost
- kvaternionska Kählerjeva mnogoterost
- mnogoterost G2
- mnogoterost spin(7)

## Kategorije mnogoterosti

### Mnogoterosti definirane z delno izbiro atlasov
- topološka mnogoterost
- kosoma linearna mnogoterost
- diferenciabilna mnogoterost
- gladka mnogoterost
- analitična mnogoterost
- kompleksna mnogoterost

### Mnogoterosti z dodatno strukturo
- riemannovska mnogoterost
- psevdoriemannovska mnogoterost
- Finslerjeva mnogoterost
- simplektična mnogoterost
- skoraj kompleksna mnogoterost
- Liejeva grupa

### Neskončnorazsežne mnogoterosti
- Hilbertova mnogoterost
- Banachova mnogoterost
- Fréchetova mnogoterost